# ويليام هاملتون بارنوم
ويليام هاملتون بارنوم (1878-1937)، مهندس أمريكي من كليفلاند، بولاية أوهايو، كان جامع طوابع ساعد في تطوير هواية جمع الطوابع خلال السنوات الأولى من الهواية.

## هواية جمع الطوابع
بدأ بارنوم جمع الطوابع البريدية في عام 1890 وهو في الثانية عشرة من عمره وانضم إلى نوادي الطوابع في منطقته، مثل نادي غارفيلد-بيري للطوابع في كليفلاند، الذي انضم إليه كعضو في عام 1895 وشغل منصب رئيس النادي في عام 1902.

## نشاطه في جمعية الطوابع
كان بارنوم نشطاً في مجال طوابع البريد المنظمة. فقد أصبح عضوًا نشطًا في جمعية هواة جمع الطوابع الأمريكية (التي كانت تسمى آنذاك الجمعية الأمريكية لهواة جمع الطوابع) في عام 1894، وخدم الجمعية في مناصب متنوعة بما في ذلك تعيينه في مجلس نواب الرئيس. كما كان نشطًا أيضًا في جمعية أبناء هواة جمع الطوابع الأمريكية - أكبر نادٍ لهواة جمع الطوابع في الولايات المتحدة في ذلك الوقت - في الوقت الذي بدأت فيه الجمعية في جذب هواة جمع الطوابع من الشباب. وخلال الفترة المتبقية من حياتهِ ومسيرته المهنية في جمع الطوابع، حرص على المشاركة في جميع الأنشطة الرئيسية لجمعيتي هواة جمع الطوابع.

## التكريم
تقديراً لجهوده في تأسيس هواية جمع الطوابع، ادرج اسمهُ بعد وفاته في قاعة مشاهير الجمعية الأمريكية لهواة جمع الطوابع عام 1942.